# 政治家 (対話篇)
『政治家』（古希: Πολιτικός、ポリティコス、羅: Politicus、英: Statesman）とは、プラトンの後期対話篇の1つであり、『ソピステス』の続編。副題は「王者の統治について」。

## 構成

### 登場人物
- ソクラテス - 最晩年、70歳。
- テオドロス - キュレネ出身の数学者。老年期。
- エレアからの客人 - エレア派哲学者。パルメニデス、ゼノンの門下。
- 若いソクラテス - 一緒に居合わせているテアイテトスの友人。『テアイテトス』（147D）や『ソピステス』（218B）でも既に言及されており、あらかじめ対話者として登場することが予定されていたことが分かる。テアイテトスと同じく実在の人物であり、後にプラトンの弟子となり、助手のような地位にあったことが、『第十一書簡』において言及されている。

### 時代・場面設定
紀元前399年、アテナイ、某体育場（ギュムナシオン）にて。前作『ソピステス』で描かれた、エレアからの客人とテアイテトスの対話が、終わった直後から話は始まる。
客人にソフィストについての考察を説明してもらい、感謝の言葉を述べるソクラテス。テオドロスは、残りの政治家、哲学者についての説明もしてもらえると期待し、客人もそれに同意する。
客人の提案で、ここまで長い対話に付き合ってきたテアイテトスを休ませ、一緒にいたテアイテトスの友人である少年ソクラテスを相手に、政治家についての問答が行われる。

### 補足
前作『ソピステス』の最初の方で、ソクラテスが「ソフィスト、政治家、哲学者の三者とはいかなる者か」と問い、本作『ポリティコス（政治家）』の冒頭でも再度、残りの政治家、哲学者の説明を求めているため、プラトンは、前作『ソピステス』と本作『ポリティコス（政治家）』に加えて、『ピロソポス（哲学者）』という「三部作」の締め括りの対話篇を構想していた可能性が高い。
前作『ソピステス』に続いて、「分割法（二分割法, ディアイレシス）」と呼ばれる、「対象の内容を、二分割（二者択一）を繰り返して絞り込んでいく」という特徴的な手法が用いられている。

## 内容
「エレアからの客人」が、少年ソクラテスを相手に、「分割法（ディアイレシス）」と「類例（パラデイグマ）」を用いて「政治家の知識・技術（政治術）」の内容を絞り込んで行き、最終的に政治家の妥当な規定を探り当てるという構成になっている。
基調としては中期の『ポリテイア（国家）』の「哲人王思想」が引き継がれ、より理想化された「真の政治家」「真の王者」像が探求され、それが「政治家」のあるべき規定・定義として結論付けられることになるが、他方で途中の議論においては、対照的に「法律の長所・短所」や「現実的な次善の国制」についての考察も行われており、最後（後期末）の対話篇である『ノモイ（法律）』との内容的な接続を考える上では、こちらの後者の方がむしろ重要になってくる。
また、最初の方で語られる、「創造主としての神」が登場する宇宙論的物語（神話）は、続く新しい三部作の最初の作品『ティマイオス』におけるデミウルゴスによる宇宙生成論の原型とも言えるものであり、共に最後（後期末）の対話篇『ノモイ（法律）』第10巻における神学へとつながる内容となっている。
なお、本篇の末尾で述べられる、「勇気」と「節制/慎重」の (血統的/思想的)「混合/結合」を推奨する発想は、
- 中期対話篇『国家』第2巻-第3巻において、「国の守護者」の素質や (「体育」と「音楽・文芸」の) 教育目的として言及されている、「気概/勇気」と「節度/知性」の混合/調和。
- 後期対話篇『ピレボス』における、「混合」と「適度」を、「(人間の実践上における) 善」の最重要な構成要素として称揚する思想。
- 最後の対話篇『法律』に見られる、「混合制 (混合政体)」(第3巻11-12章)や、「性格/財産状況の反対的な者との混合的な婚姻/交配」(第6巻16章) を推奨する政治思想。

と同類のものであり、プラトンの倫理学・政治思想における最重要な発想の1つとなっている。（そしてこうした発想は、アリストテレスの『ニコマコス倫理学』における、「中庸」概念や、「(人間にとっての/合成的な) 最高善」概念、あるいは『政治学』における「混合制 (混合政体)」にも、受け継がれている。）

### 導入
『ソピステス』のやり取りの直後。老ソクラテスはテオドロスに向かって、あなたのおかげでテアイテトスや「エレアからの客人」といった素晴らしい人物と知り合いになれたと感謝を述べる。テオドロスは、客人はまだ「ソフィスト、政治家、哲学者」の内のソフィストについて述べたに過ぎないので、3者の説明が全て終われば、ソクラテスから3倍の感謝をしてもらえることだろうと返しつつ、客人に話の続きを促す。
客人は、テアイテトスを休ませて、今度は一緒にいる彼の学友である少年ソクラテスを問答相手にしたいと申し出る。テオドロスも同意する。
老ソクラテスは、テアイテトスと少年ソクラテスに関して、前者は容姿が自分に似ていて、後者は名前が自分と同じということで、一種の近親・同族関係にあるように思えるし、彼らを相手にして色々論究したいし、特に少年ソクラテスとはまだやり取りをしたことがないので、いずれ少年ソクラテスと問答をしたいと述べつつ、とりあえず今回は客人の相手をするよう促す。
こうして客人と少年ソクラテスの問答が始まる。

### 「王者/政治家」の「知識/技術」の絞り込み
客人は、ソフィストに続いて今度は「政治家」について探求・説明することにし、「政治家」もまた何らかの「（技術についての）知識」を持っているのではないかと問う。ソクラテスは同意する。
客人は、「あるべき政治家（王者にふさわしい人）」の「知識/技術」に関しては、ソフィストのそれとは違う分割の仕方をする必要があるとして、まずは以下のように、「知識/技術」を分割し、その内容を絞り込んでいく。
- 「生活行動に密着した知識」 - 大工仕事などの手仕事など
- 「生活行動に関わらない純知的な知識」 - 数論など
  - 「判定のみをくだす知識」 - 計算術など
  - 「命令をくだす知識」 - 建築術など
    - 「命令の伝達の技術」 - 伝令使、通訳、漕船司令、神託など
    - 「命令の最高決定の技術」
      - 「無生物に結果を作り出す技術」 - 建築術など
      - 「生物に結果を作り出す技術」
        - 「一頭ずつの飼育術」
        - 「動物群の飼育術」
          - 「水生動物の飼育術」
          - 「陸上動物の飼育術」
            - 「有翼動物の飼育術」
            - 「歩行動物の飼育術」
              - 「有角動物の飼育術」
              - 「無角動物の飼育術」
                - 「四足獣の一種の飼育術」 - 豚など
                - 「二足獣の一種の飼育術」 - 人間など

しかし客人は、「人間を扱う集団飼育」の「知識/技術」を持った「牧養者」というだけでは、まだその中に「王者（政治家）」のみならず、「貿易商人」「農耕者」「穀物加工業者」「体育教師」「医者」など、様々な人々が含まれ得るので、この規定ではまだ不十分であり、あくまでも粗描ができた程度に過ぎないと指摘する。ソクラテスも同意する。

### 「宇宙の二時代」についての神話
そこで客人は、「王者（政治家）」についてのより精緻な議論をしていくに当たって、そのイメージメイキングのために、「宇宙の反転運動と二つの時代」に関する神話を披露することにする。
客人は、「ゼウスがアトレウスに味方して、天体の回転を反転させた」とか、「かつてクロノスが統治した黄金時代があった」といった様々な昔話は、実は「過去の同一の事象」を表現したものであり、それが時間経過によって断片化し、その一部が伝承されたものだと主張する。
そしてその「過去の同一事象」としての、「宇宙の反転運動」を含む「宇宙論」について、以下のように語り出す。
客人によると、この宇宙は、
- 宇宙の外にいる創造者/最高神によって、万有・宇宙が階層的に統御・調和されている状態
- 宇宙の外にいる創造者/最高神によって、宇宙が放置されている状態

という2つの状態を、定期的・循環的に反復しており、両者の間では「宇宙の回転運動」の向きも反対になる。（最も直近のその切り替わりを、伝承では「クロノスの黄金時代」（前者）と、「ゼウスの(銀・青銅・鉄)時代」（後者）として表現したとする。）
イデアのような常に同一性・同一状態を保っている神聖な一群は、「宇宙の回転運動」の影響を受けないが、動物（の肉体）を含む物体は「宇宙の回転運動」の影響を受ける。前者の神によって統御された時代の「宇宙の回転運動」では、動物はみな若返って消滅していき、後者の神に放置された時代の「宇宙の回転運動」では、動物は老いて消滅していく。
こうして動物は「宇宙の回転方向」に合わせた「若返り」と「老い」を相互に繰り返すことになる他、「宇宙の回転方向」が切り替わる時には、その衝撃で全ての動物種において大規模な死滅が発生する。
前者の神によって統御された時代には、動物たちは種類ごとに下位の神々・神霊が牧養者のように分担管理していた。その結果、動物たちには獰猛なものが見られず、食い合いも、戦争・内紛も発生しなかった。種々の政体の国家なども存在し無かったし、妻・子供の所有も無かった。また人間たちは果樹・森林樹から果実を際限なく入手していたし、衣類も寝台も持たず、穏やかな四季と大地に生えた豊富な草によって野外で生活することが可能だった。
また人間たちは、いろいろな野獣と仲良く言葉をかわせるだけの閑暇と能力を持っていた。そこで客人は仮説として、それを当時の人間が「愛知（知恵の集積）の営み」に活用していたならば、その幸福は現代人を無限に凌駕していただろうと指摘する。
しかし、後者の神によって放置された時代になると、「宇宙誕生以前の状況」に起因する忌むべき不正・不協和な性格が動物の内外に反映されるようになり、時間が経過し、神が忘却されるにつれて、その勢力を強め、その極盛期には優良なものは僅少となる。こうして宇宙は「優良」とは反対のものから成る「混入物」を自分の中へ多量に注ぎ込み続け、破滅の危機を迎える。こうして宇宙が「混乱」「無限定」「類似性完全剥奪」に陥る憂慮が生じると、神が再び介入して宇宙を正しく建て直すことになる。
また、後者の時代においては、人間も神霊の保護を失い、自力で生計を立て自分たちの保護もしなくてはならなくなったが、凶暴化した野獣の餌食となったり、食料に困るなど、非常な苦境に立たされた。そこで様々な神話が伝えているように、プロメーテウスからは火が、ヘーパイストスとアテーナーからは種々の技術が、デーメテールやディオニューソスからは種子と植物が授けられるなど、神々から授けられた道具立てによって人間らしい生活が可能になった。

### 「王者/政治家」の「知識/技術」の絞り込み2
客人は、先の神話の内容を踏まえた上で、自分たちは今現在、後者の時代に身を置いているのにもかかわらず、前者の時代の「神（聖霊）」のような存在に与えられるべき「人間の牧養者/飼育術」といった名称/表現を、不遜にもこの(後者の)時代の「王者/政治家」に与えるという誤謬を犯してしまったことを指摘しつつ、「飼育術」という表現を「世話術」に修正した上で、以下のように「王者/政治家」の「知識/技術」の絞り込みを再開する。
- 「神の身としての牧養術」
- 「人間の身としての世話術」
  - 「強圧的に行われる世話」 - 「専制僭主」の技術
  - 「自発的に受容される世話」 - 「王者/政治家」の技術

しかし客人は、自分たちは先の神話のようなあまりにも規模壮大な「類型」を持ち込んでしまったせいで、外側の「輪郭」は描けても、その「内部」を明瞭に詳論できていないと指摘する。
そして客人は、子供が「字母の綴り（音節）」を既知の音節の「類例」（との共通点）によって理解・把握するのと同じように、「政治家の技術」を理解・把握するのにも「類例」が必要だとして、「機織り（はたおり）術」をそれに挙げる。

### 「類例」としての「機織り術」

#### 「物品」の分割
客人は、「類例」としての「機織り術」を論じるに当たって、まずは以下のように、「人間が制作・取得する物品」を分割する。
- 「外へ何かの作用を及ぼすことを目的とするもの」
- 「困った作用を外から受けることを防ぐことを目的とする防衛用具」
  - 「天与・人造の予防用妙薬」
  - 「防護物」
    - 「戦争で用いられる武器」
    - 「周垣（しゅうえん）用具」
      - 「遮蔽（しゃへい）幕」
      - 「掩護（えんご）用具」
        - 「家屋類」
        - 「個人身体用の保護物類」
          - 「敷物類」
          - 「衣服類」
            - 「全一枚の布類」
            - 「数枚の布から成るもの」
              - 「穴を用いて結び合わせたもの」 - 靴類など
              - 「穴を用いずに一体化されたもの」
                - 「植物繊維で作ったもの」
                - 「毛髪類で作ったもの」
                  - 「液体類・漂布土を使って接着したフェルト類」
                  - 「原料だけを編み合わせて結合したもの」（着物）

そして客人は、この最後の「着物（羊毛衣服）」を作る「着物制作術（羊毛衣服制作術）」において、「機織り術」は役割の大きな構成要素になるのであり、この両者の関係は、「王者の持つべき技術」と「政治家が持つ技術」の関係のように、ほぼ同義であると指摘する。ソクラテスも同意する。

#### 「着物制作の関連技術」の分割
しかしここで客人は、まだ「機織り術」以外にも「着物制作術」に関連する（含まれ得る）技術として、
- 毛梳(す)き術 - 繊維を解きほぐす作業
- 布の縮充術
- 修繕裁縫術
- 機織り工具の制作術

など、様々なものがあるので、これらをちゃんと区別・排除しなくてはならないと指摘する。ソクラテスも同意する。
そこで客人は、「着物制作術」に関連する技術を、以下のように分割し、「機織り術」の範囲を明確にする。
- 「補助原因となる技術」 - 機織り工具（紡錘・筬(おさ)等）の制作術
- 「直接原因となる技術」
  - 「衣服類仕上げの技術」 - 洗濯術、修繕裁縫術など
  - 「羊毛紡績術」
    - 「分離する技術」 - 毛梳(す)き術など
    - 「結合する技術」
      - 「撚(よ)る技術」 - 縦糸紡績術、横糸紡績術
      - 「編み合わせる技術」 - 機織り術

### 「測定術」と「評価」

#### 「比較」と「基準」
するとここで客人が話題を変え、ここまでしてきたような「機織り術」（や「宇宙論」）のような「遠回りな議論」を、どのように評価し、称賛・非難すべきなのか、その「測定術」についての話を始める。
まず客人は、「測定術」を、
- 「相互比較」による測定術 - 長-短、大-小など
- 「基準・適正限度」に基づく測定術 - 超過-不足など

に2分割する。
そして客人は、「優秀な者と劣悪な者」（を分ける「徳」）だとか、（「機織り術」「政治家の技術」なども含む）諸々の「技術」だとかは、後者の測定術と関わっており、仮にこの後者の測定術が成り立たなければ、それらを見出すことも不可能になってしまうと指摘する。ソクラテスも同意する。
また客人は、（「数学・幾何学」という「測定術」を用いる「ピタゴラス学派」のように）特定の「測定術」を森羅万象に適用しようとするも、「「真の種類」に合わせて分割しながら考究する」という習慣を身につけていないがゆえに、事物の「類似・相違」をうまく見出すことができずに誤った分割をしてしまう人々がいることを指摘しつつ、苛立ち・恐怖に負けずに「真の差異」を見極めていくことの重要性も指摘する。ソクラテスも同意する。

#### 「非感覚的な実在」と「弁証術」
さらに客人は、字母を学習する子供たちが、「特定の一つの単語」だけでなく、「全ての単語」を学んで「正字法」全般に通じた者になることを目的としているのと同じように、今「政治家」の正体を探索している自分たちも、「全ての事柄」を論じられるように「弁証術（ディアレクティケー）」に熟達することが目的であることを指摘する。ソクラテスも同意する。
そして客人は、「有るもの（有）」には、
- 「感覚されるもの」
- 「感覚されない（写像を欠いている）もの」

の2種類があり、前者は類似（相違）関係を理解しやすく、論究も必要無いが、「この上なく高貴・偉大・尊厳な部類の実在」が含まれる後者は、「論理（弁証術）」によってしか示すことができないので、「論理（弁証術）」によって「説明を述べる」ことも、そうした説明に「耳を傾ける」ことも、どちらもできるように訓練を積む必要があることを指摘する。ソクラテスも同意する。

そして客人は、以上の話を踏まえた上で、「論理（弁証術）」的な説明・議論を評価（称賛・非難）する際には、
- 「「真の種類」に合致するように、「分割」できるようになるかどうか」という第一義的に尊重すべき「基準」

に依拠すべきであって、その「基準」に合うのであれば、その論究が長かろうが遠回りであろうが、嫌がらずに大いに熱意を燃やすべきだと指摘する。ソクラテスも同意する。
こうして補助的な議論を終えた客人とソクラテスは、再び「政治家」へと話題を戻し、「機織り術」という「類例」を適用しつつ、その探索を再開する。

### 「国家の関連技術」の分割

#### 「補助原因（構成要素）」としての「所有物」
客人は、「機織り術」でのくだりと同じように、まずは「国家（ポリス）/政治家の術（ポリティケー）」を成り立たせる「補助原因（構成要素）となるもの（についての技術）」を列挙し、排除していくことにする。
まず客人は、国家の「所有物（についての技術）」として、
- 道具類（についての技術） - 何かを為すための各種の道具（を製作する技術）。
- 容器類（についての技術） - 乾燥物・液体類・各種品物を入れておく器具（を製作する技術）。
- 乗物類（についての技術） - 陸上・水上、彷徨性の有無、高価・安価など、各種の乗物（を製作する技術）。
- 防護物類（についての技術） - 衣服類・武器類・城壁類など防備施設類など（を製作する技術）。建築術、機織り術など。
- 児戯類（についての技術） - 装飾・絵画・音楽・模写など（を製作する技術）。
- 原初的単純所有物(原料)（についての技術） - 金属・鉱物・樹木・皮革・糊など（を供給する技術）。
- 食餌類（についての技術） - 食料品類（を供給する技術）。農耕術、狩猟術、体育術、医療術、料理術など。

の7つを挙げる。
そしてさらに、最初の議論の二分割で出てきて排除された、
- 動物類（についての技術） - 「動物飼育術」。

も、ここに一緒に挙げる。

#### 「王者」と競合し得る「召使い」
以上の「補助原因（構成要素）となるもの（についての技術）」に携わる人々を排除すると、「王者」と競合する可能性があるのは、
- 「奴隷」
- （各種の）「召使い」

のみとなるが、主人に購入されて隷属している「奴隷」が、「王者の持つべき技術」を持ちたいと熱望することはあり得ないので、「召使い」のみが残る。
そして、「召使い（召使い的奉仕を行う人々）」としては、まずは、
- 「商人」 - 両替商人・貿易商人・小売商人など。
- 「賃金労働者」
- 「下級吏員」 - 伝令・公文書など、政府当局の種々の業務に熟達している人々。

などを挙げることができるが、これらは「王者」の競合者としては、とりあえずは排除することができる。
続いて、
- 「予言者」 - 「予言術」の担い手。
- 「神官」 - 「奉納・祈願を執り行う術」の担い手。

といった類の人々を挙げることができる。これらも一見、ただの奉仕の技術のように見えるが、エジプトにおいては国王は神官を兼務しなくてはならないし、アテナイにおいても（形骸化したものの）その名残が残っている（アルコーン・バシレウス）ように、「宗教行事」は国家統治機関の中枢部を占めるものであり、軽視することはできない。
また他にも、
- 「ソフィスト」 - 「ソフィストの術」の担い手。

という「異様でいかがわしい人々」もいるので、何とかして彼らを「政治家（王者にふさわしい人）」の部類から排除しなくてはならないと客人は指摘する。ソクラテスも同意する。
そこで客人は次に、諸々の政治的支配形態（政体/国制）について、考察することにする。

### 「政体/国制」と「統治」

#### 「唯一正当な政体」（原型）と「諸々の政体」（模写）
客人は、一般的に政治上の支配形態（政体/国制）は、
- 支配者の数。（一人/少数者/多数者）
- 支配者の貧富。（富裕/貧乏）
- 支配が強圧的か、自由意志に基づくか。
- 法律を尊重するか、無視するか。（法治/人治）

などを基準として、
- 単独者支配（モナルキア）
  - 王政（バシレイア） - 法律尊重
  - 僭主政（テュランニス） - 法律無視
- (富裕)少数者支配
  - 貴族政（アリストクラティア） - 法律尊重
  - 寡頭政（オリガルキア） - 法律無視
- 多数者支配
  - 民主政（デモクラティア）

などに分けられているが、政体を考察する上で、真に唯一重要な基準は、
- 「国家国民の利益（健全の維持/欠陥の改善）」のために、それを実行実現できる「王者の知識/技術」で以て、統治（指揮）されているか否か。

であること、そして、
- そのような「王者の知識/技術」は、他の何よりも習得し難いものであり、「多数者」が習得するということはあり得ないし、せいぜい1人2人か、ごく少数の者だけが具備できるものであること。
- そしてそのような「王者」は、（先の基準のような）貧富だとか、強圧性の有無、法律の遵守/無視といった他の条件は一切問題ではなく、ちょうど「医者」と同じように、その「知識/技術」を用いて、対象（国民/患者）に利益（改善）をもたらすことができるかどうか、その一点のみが重要であること。
- そしてそのような「根本原則」を守っている政体こそが、「唯一正当な（真正な）政体」であり、先に述べたような「諸々の政体」は、この「原型」たる真正/理想的な政体を、各自のやり方で「模写」しているに過ぎず、「比較的立派な模写」と「比較的不細工な模写」といった違いがあるに過ぎないこと。

などを指摘する。
ソクラテスも客人の主張に概ね同意するが、「法律の無視」を肯定する部分だけが、どうも引っかかると返答する。そこで客人は、続いて「法律」について検討してみることにする。

#### 「王者の統治」と「法律の限界」
客人は、「最善の理想的状態」といったものは、「知識/技術を具備した王者」のみが生み出せるものであり、「法律」では無理だと指摘する。
ソクラテスがそれはなぜかと問うと、客人は、
- 人間は、人それぞれ「相違点」がある（何が「最善/最適」かは、人によって違う）。
- この世界は、何一つ粛然と静止したりしない（常に「流動/変化」している）。

ものであり、
- そうした「人間/世界の複雑性/流動性」に、（「強情で愚鈍な人間」にそっくりな）「単純不変な公式」である「法律」では、うまく対応し切れない。

からだと指摘する。
例えば「法律」は、
- 「集団を相手とした体育教師の指導」のように、「だいたいの対象者に、だいたいの場合に適合する」ように制定される大雑把なもの。
- 「医者/体育教師」が旅行などで長期間不在となる際に、面倒を見ている「患者/生徒」のために書いておく「覚え書き」のようなもの（であるがゆえに、状況/条件の変化に伴って、形骸化/陳腐化/害悪化してしまうもの）。

であると。
そして客人は再度、（「医者/船長」は、「医学教科書/航海規則書」を無視しようが、手段が強圧的であろうが、自分の「技術」を用いて「患者/水夫」に利益をもたらしさえすればいいのと同じように）「王者/政治家」は、「法律」を無視しようが、手段が強圧的であろうが、自分の「知識/技術」を用いて「国民」に利益/改善をもたらしさえすればいい、それこそが「国家の正当な管理（統治）」に関する「唯一真正な基準」であって、他の条件を顧みる必要など無いことを強調する。ソクラテスも同意する。

#### 「次善の原則」としての「法治主義」の害悪と利益
しかし客人は、先に「模写」であると指摘した諸政体であっても、仮に、
- 「唯一正当な政体」（王者が「知識/技術」で統治する政体）が作製した「法典/法律」

なるものがあったとしたら、その「法律」を活用する限りは、その政体は、「唯一正当な政体」に準じた政体となることができるのであり、そういった意味では、
- 「法治主義」

は、上述してきた「政体」についての「最高原則」（「国家国民の利益/改善」のための、「知識/技術」を持った王者による統治）に次ぐ、「次善の原則」と見做せると指摘する。ソクラテスも同意する。
そして客人は、その「法治主義」が、（とりわけアテナイのような「民主政」（あるいは「貴族政」）と結び付いた、「民主的/貴族的（権限分散的）法治主義」として）どのように（「自己防衛的」に）形成され、結果どのような（「硬直的/閉塞的」な）事態を招くことになるかを、（再び「船長/医者」を例として、彼らが「自分たち」に「非道な行い」をする場合を「想定」して）述べていくことにする。それによると、
1. （「船長/医者」など）「技術（と権限）」を持った者は、その気になれば（魔が差せば）、その「対象」（患者/乗員）としての「自分たち」に対して、様々に「非道な行い」をすることもできる（あり得る）。
2. そうした「想定（懸念）」の下、「自分たち」はそれらの「技術（の担い手）」に対して、「絶対的な権限/支配権」の行使を、禁止する。
3. さらに自分たちを構成者とする「定例集会」を招集し、その「技術」についての素人/部外者であろうと、（その「技術」の「制限/運用」について）自由に発言させる。
4. その「技術」についての「決議」が行われ、その内容が「木製回転板/金石板」などに書き記され、またその一部は、「先祖伝来の慣習」と同じく「不文律」としての効力も認められ、以降その「技術」の運用についてはその「決議」内容に準拠することが決定される。
5. さらに、「定例集会」の「構成者/役職者」は、毎年くじ引きで決め、先に定められた「法律」に則って権限をふるい、「技術」を運用することとする。
6. さらに、その「役職者」が一年間の任期を終えたら、同じくくじ引きによって選ばれた「裁判官」によって「法廷」が構成され、在任中の行跡について尋問が加えられるし、希望者は誰でもその告発を行うことができる。そして有罪となったら、その体刑/罰金の内容も裁定する。
7. さらに、その「技術」について、「法律」に干渉するように「探求」を行い、「新説」を立てるような者は、「空理空論家」「ソフィスト」とし、「青年を堕落させている」として告発し、裁判所へ召喚し、法に対する違反が判明したら極刑によって処罰する、という法規も加える。
8. さらに、他のあらゆる「技術」へと、こうした「法律」の制定とそれに基づく運用が拡大されていき、それら「探求」を禁止された「技術」は廃れていき、二度と蘇生することはなくなる。

といった事態が、招かれてしまうことになる。
しかし他方で客人は、そうした「法律」は、少なくない「試行錯誤」と、しかるべき「助言者の助言」、また「民衆の納得」を経て成立しているのであり、そうしたものを、「知識/技術」が無いにもかかわらず、私利・私欲・私情に駆られてあえて踏み越えようとする者の行動は、確実に国家社会にもっとひどい混乱/害悪を招くことになるのであり、「法治主義」はそうした「より悪い状況」を防止しているという点では、「次善の方策」と言えるとして、肯定的な評価も付け加える。

#### 「次善の政体」と「ソフィスト」
客人はこれまでの議論から、
- 単独者支配であれ、少数者支配/多数者支配であれ、「法律の尊重（法治主義）」が共通して望ましい。

ということを確認しつつ、さらに、
- 「蜜蜂の巣箱の中で女王蜂が自然に発生する」ような形で、各地の国家の中に「身体も精神も傑出した理想的な王者」が（突然変異的に）生じることは、現実にはあり得ない（すなわち、「王者がその「知識/技術」で統治する理想的（正当）な政体」は、現実にはあり得ない）。

ということを指摘した上で、
- 現実に人間国家が成し得ることは、「しかるべき者たちを一箇所に集合」させ、（「クロノスの時代」の）「理想政体」が（この「ゼウスの時代」に）残していった「足跡」のようなものを、それが消えてしまう前にいち早く見つけて追いかけ、それを「法典/法律」として記録/起草/立法する（そしてそれを護持し続ける）ことだけである。

ということを指摘する。ソクラテスも同意する。
しかし客人は、先の議論で出てきたように、実際の国家における「法治主義」は、「成文法」や「慣習（不文律）」によって国民の行動を規制しようとするものであって、その管理/規制下におかれたあらゆる「知識/技術」は廃れていってしまうのだから、そうした諸々の政体で、これまでもこれからも「無数の禍」が生じるのは当然のことであり、また数多くの国家は、「無知」でありながら自分には「知識/技術」があると思いこんでいる無能な「船長/水夫」に操縦された「難破船」のような有り様となり、これまでも滅亡してきたし、これからもそうなると指摘する。ソクラテスも同意する。

そして客人は、こうした「正当な政体」の不完全な「模写」に留まらざるを得ない「現実の諸々の政体」は、どれもそこに住む国民にとっては「耐え難い」ものではあるが、しいて言えばどれが「最も耐え難さが少ない」ものであるかを、述べていくことにする。
客人はまず、「単独者支配」「少数者支配」「多数者支配」の三分類を、先に出てきた「次善の原則」である「法律（法治主義）」の観点からそれぞれ明確に二分割し、以下のように全部で六等分する。（すなわち、以前は「民主政」を分割せずに五分類だったのを、今回は「民主政」も二分割した。）
- 単独者支配
  - 王政（バシレイア） - 法律遵奉
  - 僭主政（テュランニス） - 法律軽視
- 少数者支配
  - 貴族政（アリストクラティア） - 法律遵奉
  - 寡頭政（オリガルキア） - 法律軽視
- 多数者支配
  - 民主政（デモクラティア） - 法律遵奉
  - 民主政（デモクラティア） - 法律軽視

そして客人は、
- 「法律遵奉」時には、「一者に権限が集中し、円滑かつ強力な国家運営が可能」な分、「王政」が最良であり、「権限が分散・細分化され、何一つ強力な措置を取り得ない政体」である「民主政」は最悪となり、「貴族政」はその中間となる。
- 逆に「法律軽視」時には、「横暴非道な行いが、制度的に分散・抑制される」という点で「民主政」が最良となり、「一者による横暴非道に歯止めが効かず、最も苛烈になる」という点で「僭主政」が最悪、「寡頭政」はその中間となる。

と指摘する。
|      | 法律遵奉時           | 法律軽視時           |
| ---- | -------------------- | -------------------- |
| 最良 | 単独者支配（王政）   | 多数者支配（民主政） |
| 中間 | 少数者支配（貴族政） | 少数者支配（寡頭政） |
| 最悪 | 多数者支配（民主政） | 単独者支配（僭主政） |

また客人は、これらとは異なる「第七番目の政体」である「正当な（理想的）政体」は、「神」が「人間どもの群がる地上」を遥かに超えたところに居るのと同じように、こうした「あらゆる諸政体の、遥かかなたの上方」にその座を占めて、特別に神々しいのだとも指摘する。ソクラテスも同意する。

そして客人は、こうした「真の知識」を持った王者に統治された「正当な（理想的）政体」以外の、「（地上の）あらゆる政体」に（「知識/技術」を欠いたまま）参画している人々は、実際には「政治家」ではなくて、
- 「内紛的な党派指導者」
- 「最も大仕掛けな各種の幻影を擁護する者」であると共に、「種々の幻影そのもの」
- 「最も大仕掛けな物真似師/いかさま師」
- 「（各種のソフィストの中でも）最も大仕掛けなソフィスト」

なのであり、彼らを「王者/政治家」の部類から排除しなくてはならないと指摘する。ソクラテスも同意する。

### 「王者/政治家」の「知識/技術」

#### 「従属的な技術」としての「弁論術/戦争術/裁判術」
しかし客人は、なおも「王者」の傍に密着する「近親的な存在」がいるので、ちょうど「黄金を洗練する作業」と同じように、「王者（金）」と「それら（銀/銅/鉄鋼）」を分離する作業をする必要があると、指摘する。
そして客人は、その「銀/銅/鉄鋼」類に相当する「技術」として、
- 「弁論術」
- 「戦争術」
- 「裁判術」

の3つを挙げる。（なお、ここで言う「弁論術」（レートリケー）とは、（ソフィスト等が私利私欲のために各種の用途で用いるそれではなく）あくまでも「王者の知識/技術」と協力しながら、「正義を実行」するように「国民を説得・指導」するものに限られるとも付言される。）
そして客人は、「知識/技術」を、
- 「楽器演奏術」のような、「直接的/熟練的」な「知識/技術」。
- 「学習の是非」を吟味し、「判断/決定」を下す類の（メタ的な）「知識/技術」。

の2つに分けることができるが、その両者の「支配-被支配」の関係を問うと、ソクラテスは、後者の「知識/技術」が、前者の「知識/技術」を支配すべきだと答える。
すると客人は、
- 「説得する能力」を授ける「知識/技術」。（「弁論術」）
- 「説得の是非」を決定する「知識/技術」。（「王者/政治家の知識/技術」）

の「支配-被支配」関係も、同様になるのではないかと指摘する。ソクラテスも同意する。
こうしてまず「弁論術」は、「王者/政治家の知識/技術」の下位にあって、これに奉仕する「技術」であることが確認された。
続いて、
- 「戦争する能力」を授ける「知識/技術」。（「（将軍が身につけるべき）戦争術」）
- 「戦争・友好関係の是非」を決定する「知識/技術」。（「王者/政治家の知識/技術」）

に関しても同様に、「戦争術」が、「王者/政治家の知識/技術」の下位にあって、これに奉仕する「技術」であることが確認される。
そして最後に、
- 「法律」を参照し裁定する「知識/技術」。（「（裁判官が身につけるべき）裁判術」）
- 「法律」を作製（立法）する「知識/技術」。（「王者/政治家（立法者）の知識/技術」）

に関しても同様に、「裁判術」が、「王者/政治家の知識/技術」の下位にあって、これに奉仕する「技術」であることが確認される。
こうして客人は、「弁論術」「戦争術」「裁判術」の3つの「知識/技術」は、「国家（ポリス）の全体を配慮し、それを完璧にまとまった一枚の織物のように織り上げていく知識/技術」としての「王者/政治家の知識/技術（ポリティケー）」とは異なると同時に、その下位において支配され、その決定（政策）をそれぞれの分野で実行するだけのものであると指摘する。ソクラテスも同意する。

#### 「勇気（強硬）」と「慎重（穏健）」
こうして「王者/政治家（の知識/技術）」以外の人々（の知識/技術）を排除し終えた客人は、いよいよ締め括りとして、その「王者/政治家の知識/技術」の内実、すなわち「機織り機」という「類例」で言うところの「編み合わせ作業」の中身へと、踏み込んでいくことになる。
そこで客人はまず、人間の
- 「勇気（アンドレイア）」 - 強硬
- 「慎重（ソープロシュネー/節制/思慮の健全さ）」 - 穏健

という2つの対立的な性質/気質について取り上げる。
これら2つは、時宜・限度が合った形で発揮された場合には、「美徳」とされ、それぞれ
- 勇壮・激烈・活発・男らしい
- 静穏・粛然・悠然・慎み深い

などと称賛されるが、時宜・限度が合わない形で発揮された場合には、それぞれ
- 過激・狂暴
- 臆病・怠惰

などと非難されるものであり、また相互に相容れず（混じり合わず）、常に対立/闘争/憎悪し合ってもいる。
（そして人間は誰しも、その「2種類の性格」の「どちらか一方」を、「自分の固有の気質」と合致するものとして称賛し、「他方」を「自分たちとは根本的に異質」だと非難し、敵対しがち（敵対関係に、巻き込まれ/飲み込まれがち）である。）
そうした対立/闘争/憎悪が、「遊戯」水準で済んでいる内はいいが、「国家公共の最重要事項」の上に生じてくると、「国家の存立」を脅かす「最恐の病弊」となる。すなわち、
- 「勇気（強硬）」の側が国家の主導権を握ると、好戦的となり、多数の強国から憎悪されて窮地に追い込まれ、滅亡するか、敵国に隷属する地位へと国家を没落させる。
- 「慎重（穏健）」の側が国家の主導権を握ると、度を超えた極端な平和主義・不戦主義に陥り、外部からの侵略・蹂躙によって破滅する。

といった、実際に諸国家が辿ってきた滅亡の道へと進む危険性が孕まれているのにもかかわらず、両者は党派的な敵対/憎悪関係をやめることができないと、客人は指摘する。ソクラテスも同意する。

#### 「優良な材料」の選定
続いて客人は、（「機織り術」や「王者/政治家の知識/技術」など）「構築的な合成」を行う「知識/技術」では、より良い「製品」を合成するために、「劣等な材料」を除去し、「優良な材料」だけ手元に残すことを指摘した上で、「王者/政治家の知識/技術」においても、より良い「国家」を作り上げるために、「優良な人間」を選抜することを指摘する。
すなわち、
- 「幼児」たちに、「試金石」となる「遊戯」を行わせ、合格者を選抜し、
- 「教育能力」と「国家への奉仕従属能力」を備えた「養育者/教育者」たちに、その子供たちを委ね、
- 自らは、子どもたちが「混成作業」に適した道徳性格を備えた人物となるように、「法律」を定めつつ、「監督者」として「養育者/教育者」たちを指導する。
（「機織り術」の担い手が、「毛梳き職人」等に指示を与える「監督者」になるのと同じように。）
- 他方で、「勇気/慎重」その他の道徳性格を欠いた、生来の素質が「低劣」で、怒りを抑止できず、「無神論的冒涜」「過激派的暴慢」「反人倫的不正」等へと流れていくような子どもたちを、「国外追放」や「抹殺」へと追い込む。
- また、「知能の愚鈍」「根性の低劣」が顕著な子供たちを、「奴隷階層」へと突き落とし、隷属させる。

といったことを行うと指摘する。ソクラテスも同意する。

#### 「王者」の「編み合わせ作業」
続いて客人は、「王者/政治家の知識/技術」では、そうして選抜された「優良」な者たち、すなわち
- 生来の素質に恵まれ、うまく教育を受ければ「高尚な心」を持つように陶冶され、「王者/政治家」が行う「編み合わせ（相互混合行政）活動」の対象となり得る者たち

の中から、
- 「勇気」の素質が勝った者たちを、堅く引き締まった「縦糸」として、
- 「慎重」の素質が勝った者たちを、厚みがあって柔らかな「横糸」として、

分けつつ、（本来は相互に反対方向へ進もうとし、決して混じり合わない）両者を、「魂/肉体」の両面から、すなわち
- 「美/醜」「正/不正」「善/悪」を教授し、「真理」に根ざした「真なる思わく/思いなし（ドクサ）」を、確信/信念として彼らの「魂」の中に生じさせ、その「神々しい絆」を以て、両者を堅く合体させ、
  - 「勇気」の気質が強い魂は、こうした「神々しい真理」を深く理解し堅く所持すれば、教化された温順なものとなり、国家における「正義の顕現活動」に参与したいと願うようになるが、そうでないと「正道」を逸脱し、野獣同然の狂暴性を目指す「邪道」へ堕落していくことになるし、
  - 「慎重」の気質が強い魂も、先の「信念」をその中に宿すと、「国家公共体」の中で生活する者として真の意味で思慮深くなり、知性を備えたものになるが、そうでないと「単純愚直なお人好し」に堕してしまう。
- さらに、国家による婚姻管理によって、（一般の「近親気質選好」的な選択法とは反対に）「勇気」「慎重」それぞれの家系の「血統」が偏り過ぎる/濃くなり過ぎるのを防止/抑止する。
  - 「勇気」の気質が強い「血統」だけで幾世代も交配が行われると、「狂暴化」していくし、
  - 「慎重」の気質が強い「血統」だけで幾世代も交配が行われると、「不活発」になっていき、やがて「不具不能者」となる。

ことによって、「魂/肉体」の両面から、「堅く一つにまとまった、滑らかで細密な織り物」を織り上げた上で、
- 国家の各種の権力機関を、常に両者が分かち合うものとして委託する。
  - すなわち、或る国家が「単独支配者」を必要とする事態に至っている場合には、「両方の性格を一身に兼備している者」を選んで、国家統括者の地位に登用し、「数名の者から成る集団指導評議会」を必要とする国家においては、両方の性格の集団の中から代表者を選んで巧みに混合し、「評議会」を構成する。
（こうした記述から、本篇で述べられている「王者/政治家」なるものが、単なる「一国の王者/政治家」を指しているのではなく、諸国の上位に「諸王の王」として君臨する、「神」のごとく超越的/特権的な「指導者/助言者」を指していることが、改めて確認される[4]。またこれは同時に、『第七書簡』『第八書簡』に見られるプラトン自身のような、あるいは『法律』におけるアテナイからの客人のような、「哲学者的な国制/国政助言者」を暗喩しているとも解することができる。）
    - 「勇気」を身上にしているような人々の道徳性格は、「進取敢行」の活力に優れるが、「公正/克己」が劣るし、
    - 「慎重」を身上にしているような人々の道徳性格は、極度に用心深く、「公正」で「旧習墨守」な反面、「俊敏旺盛」の気概や、「進取敢行」の決意力を欠いているから。

ことになると指摘する。ソクラテスも同意する。
そして客人は、「王者/政治家の知識/技術」がこのように、
- 優良な両性格の人間たちを統合し、「最も規模壮大かつ優秀な織り物」を完成させ、その「織り物」の中に、自由人・奴隷も含む（国家を構成する）「残余の全員」も包み込み、一致団結させ、「幸福な国家」が享受するにふさわしい「最大限の恵み」をいかなる分野・点においても授けながら、国家の支配・統括を行う時にはじめて、当の「織り物」の「完全な姿」が見られる。

と指摘する。
ソクラテスは「王者/政治家」の説明が十分に述べ尽くされたことを理解し、客人に（「ソフィスト」の説明に続いて二度目の）お礼を述べる。

## 日本語訳
- 『プラトン全集〈3〉　ソピステス　ポリティコス(政治家)』 水野有庸訳、岩波書店 1976年、復刊2005年ほか。前者は藤沢令夫訳